# Baardegem
Baardegem is een dorp in de Belgische provincie Oost-Vlaanderen en een deelgemeente van de stad Aalst, het was een zelfstandige gemeente tot aan de gemeentelijke herindeling van 1977.
Baardegem noemt men samen met Herdersem, Meldert en Moorsel de "faluintjesgemeenten". De plaats ligt in de Denderstreek.

## Toponymie
De naam Baardegem komt van het Germaanse Bardingaheim. Dit betekent huis van de lieden van Bardo, het eerste huis van het dorp dus.

## Geschiedenis
Baardegem en Meldert waren in de Karolingische tijden gesitueerd in de Brabantgouw en later, tot het einde van de 18e eeuw in het kwartier Brussel van het hertogdom Brabant. Baardegem werd op 1 januari 1977 samen met Meldert bij de stad Aalst gevoegd.

## Bezienswaardigheden
- De Sint-Margaretakerk
- De Sint-Margareta-ommegang
- De pastorie
- Het standbeeld van Jan Frans Vonck naast de kerk
- Het Station Baardegem

## Natuur en landschap
Baardegem ligt in Zandlemig Vlaanderen op een hoogte van 25-47 meter. Het hoogste punt is de Helderenberg. Naar het zuiden toe begint een heuvelachtig landschap. In het zuiden vindt men het Kravaalbos.

## Demografische ontwikkeling
- Bronnen:NIS, Opm:1831 tot en met 1970=volkstellingen; 1976 = inwoneraantal op 31 december

## Sport
In Baardegem speelt de voetbalclub VJ Baardegem.

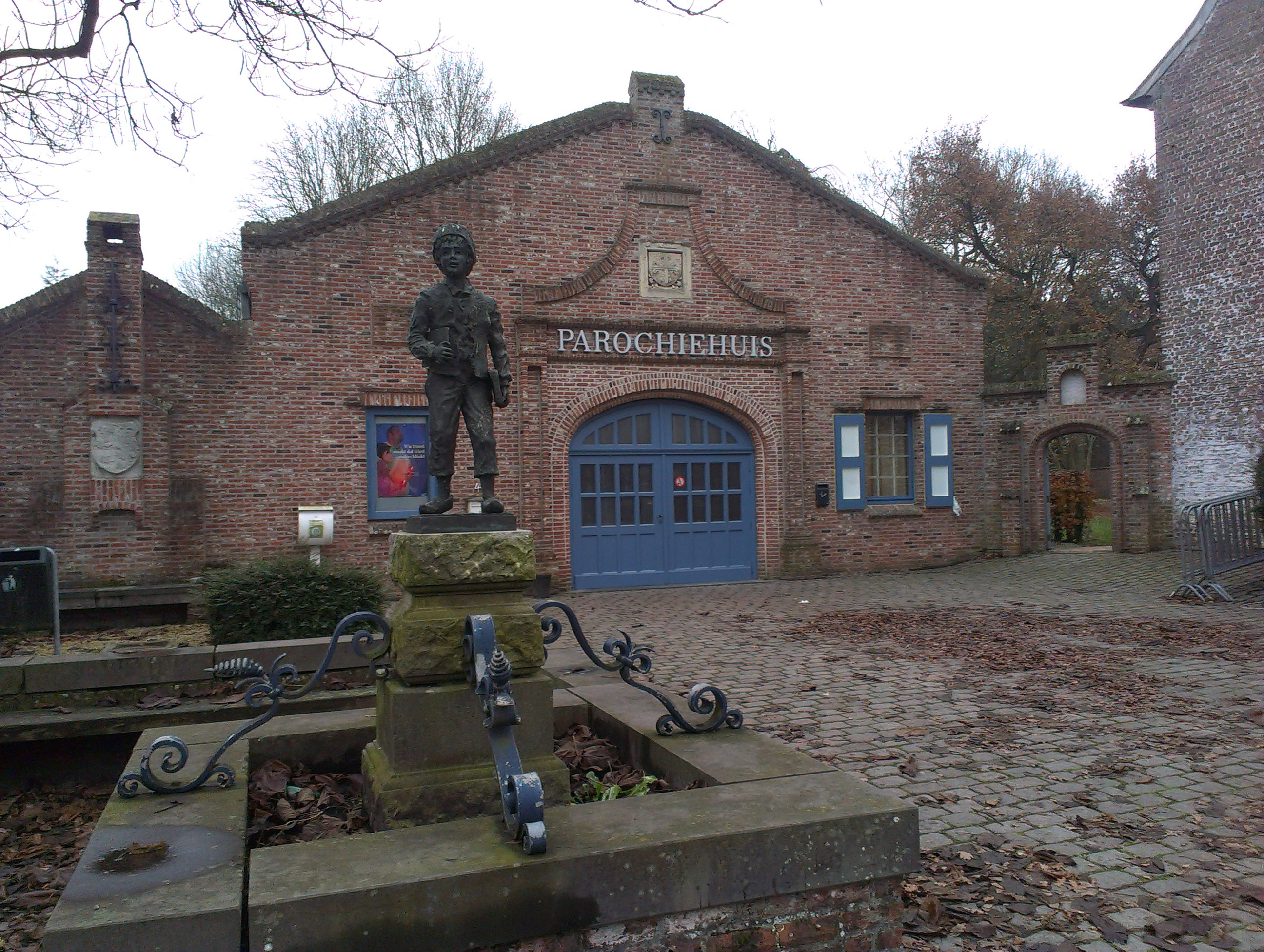
Parochiehuis met standbeeld van Jan Frans Vonck

## Trivia
- Baardegem en Meldert behoorden in de Middeleeuwen tot het Hertogdom Brabant, in tegenstelling tot de andere faluintjesgemeenten Herdersem en Moorsel, die steeds tot het Graafschap Vlaanderen behoorden.
- Het dorp kende een jaarlijkse wielerwedstrijd, de Ronde van Baardegem, waarbij de wielrenners dwars door café Maxens rijden. Begin 2002 brandde het café echter volledig af, waarmee een lange traditie verloren ging. Café "Maxens" was gelegen aan het kruispunt van Opwijkstraat, Baardegem-Dorp en Seepscherf (vroeger Molenstraat).
- Jaarlijks wordt er eind augustus nog steeds de Faubourgkermis gevierd. Voor de echte Baardegemenaars een heus evenement waarbij dinsdag het hoogtepunt vormt met stoet en vuurwerk.
- Baardegem heeft zijn eigen scouts, namelijk Scouts Sint-Margaretha Baardegem.
- De bijnaam van de inwoners is varinkdorsers (varendorsers).[1]

## Geboren te Baardegem
- Jan Frans Vonck (29 november 1743 – 1 december 1792), de leider van de vonckisten tijdens de Brabantse Omwenteling.
- Hans Bourlon (13 maart 1962), is een Vlaams mediafiguur en staat aan het hoofd van Studio 100.

## Nabijgelegen kernen
Moorsel, Meldert, Droeshout, Opwijk, Wieze
Deelgemeenten: Aalst · Baardegem · Erembodegem · Gijzegem · Herdersem · Hofstade · Meldert · Moorsel · Nieuwerkerken

Gehuchten: Edixvelde (deels) · Terjoden (deels)

Belgische gemeenten · Arrondissement Aalst · Oost-Vlaanderen · Vlaanderen